# نیو داور (اوهایو)
نیو داور (به انگلیسی: New Dover) یک منطقهٔ مسکونی در ایالات متحده آمریکا است که در شهرستان یونیون، اوهایو واقع شده‌است. نیو داور ۲۹۵ متر بالاتر از سطح دریا واقع شده‌است.